# 75 mm M Mle 1928
Il Canon de 75 mm M (montagne) Modèle 1928 era un cannone da montagna francese, derivato dal famoso 75 mm Mle. 1897, impiegato durante la seconda guerra mondiale. Il pezzo equipaggiò le batterie della 4ª Divisione da montagna marocchina. Venne inoltre acquistato dalla Polonia. Dopo la resa della Francia, i pezzi di preda bellica furono riutilizzati dalla Wehrmacht come 7,5 cm GebK 283(f).